# Joó Gábor
Joó Gábor (1986. április 29. –) magyar színész, szinkronszínész.

## Életpályája
Színész. Gyerekkora óta szerepel előadásokban. 2004-ben érettségizett a budapesti Vörösmarty Mihály Gimnázium drámatagozatán, közben Földessy Margit Stúdiójába járt és az IBS Színpadon játszott 2005-ig. Szabadúszó színész, elsősorban szinkronizál. A Comedy Central Family csatornahangja volt, egészen a csatorna 2024. július 6-i megszűnésig.
A Színházi adattárban regisztrált bemutatóinak száma: 2.

## Sorozatszerepek
- Doktor Balaton - Nyomozó (2020)
- Drága örökösök - Gáspár (2020)
- Jóban Rosszban - Tóth Imre / Herendi Attila (2016/2020)

### Film és sorozat szinkronszerepek
| Cím                            | Szereplő | Színész                                                                                                  |
| ------------------------------ | --- | --- |
| Teen Wolf – Farkasbőrben       | „Stiles” Stilinski                                                                                           | Dylan O’Brien                                                                                            |
| Szarvak                        | Ig Perrish                                                                                                   | Daniel Radcliffe                                                                                         |
| Kínos                          | Jake Rosati                                                                                                  | Brett Davern                                                                                             |
| Skins                          | Sidney "Sid" Jenkins                                                                                         | Mike Bailey                                                                                              |
| A házasság buktatói            | Selim Reşat Seyyahoğlu                                                                                       | Adil Ömer Çetindağ                                                                                       |
| Continuum (televíziós sorozat) | Alec Sadler (2012)                                                                                           | Erik Knudsen                                                                                             |
| Scott Pilgrim a világ ellen    | Luke „Crash” Wilson                                                                                          | Erik Knudsen                                                                                             |
| Hétköznapi vámpírok            | Viago | Taika Waititi                                                                                            |
| Agymenők                       | Dale (1. hang) Randall Tobey Loobenfeld                                                                      | Josh Brener Jack McBrayer D.J. Qualls                                                                    |
| Lázongó ifjúság                | Lefty | Erik Knudsen                                                                                             |
| Smallville                     | Jimmy Olsen                                                                                                  | Aaron Ashmore                                                                                            |
| Család csak egy van            | Coby Jennings                                                                                                | Ryan Corr                                                                                                |
| Fatmagül                       | Erdoğan Yaşaran                                                                                              | Kaan Taşaner                                                                                             |
| Kerge család                   | Sammy | Ryan Corr                                                                                                |
| Szikraváros                    | Doon | Harry Treadaway                                                                                          |
| A király beszéde               | Laurie Logue                                                                                                 | Calum Gittins                                                                                            |
| Kirby Buckets kalandjai        | Shard | Connor Del Rio                                                                                           |
| A megállíthatatlan (2008)      | Floyd Little                                                                                                 | Chadwick Boseman                                                                                         |
| Amerikai pite 6. – Béta-ház    | Edgar | Tyrone Savage                                                                                            |
| Az utolsó dal                  | Scott | Hallock Beals                                                                                            |
| Griffin és Phoenix (2006)      | Diák | Jesse Tyler Ferguson                                                                                     |
| HA/VER                         | Todd | Evan Peters                                                                                              |
| Szemvillanás alatt             | Michael Patrick                                                                                              | John Magaro                                                                                              |
| Szünidei napló                 | Yonatan | |
| A végzet ereklyéi – Csontváros | Eric | Chris Ratz                                                                                               |
| Végjáték                       | Peter Wiggin                                                                                                 | Jimmy 'Jax' Pinchak                                                                                      |
| The Lodge                      | Noah | Jayden Revri                                                                                             |
| Nyuszipoly                     | Chester | Sean Astin                                                                                               |
| Gumball csodálatos világa      | Magnó (beszélő módban) (1. hang) Wilson Bilson Rocky Robinson (1. hang) Billy Parham (1. hang) Rob (1. hang) | Hugo-Harold Harrison Alex Jordan Lewis McLeod Ben Bocquelet Simon Lipkin Richard Overall Charles Philipp |
| Elif – A szeretet útján        | Selim Emiroglu                                                                                               | Emre Kivilcim                                                                                            |
| Sonic Boom                     | Sonic | Roger Craig Smith                                                                                        |
| Verdák 3.                      | Ryan Tuti Rádjön / Ryan 'Inside' Laney                                                                       | Ryan Blaney                                                                                              |
| Deadpool                       | Dopinder | Karan Soni                                                                                               |
| Deadpool 2.                    | Dopinder | Karan Soni                                                                                               |
| Deadpool & Rozsomák            | Dopinder | Karan Soni                                                                                               |
| Jurassic World                 | Bemondó a vonaton                                                                                            | Brad Bird                                                                                                |
| A pláza ásza Vegasban          | Heath | Nico Santos                                                                                              |

## Anime/rajzfilm szinkronszerepek
| Cím                              | Karakter                             | Eredeti szinkronhang                          |
| -------------------------------- | ------------------------------------ | --------------------------------------------- |
| Állati küldetés                  | Chris Kratt                          | Chris Kratt                                   |
| A Lyoko Kód                      | William Dunbar                       | Mathieu Moreau (francia) David Gasman (angol) |
| A Lyoko Kód: Evolúció            | William Dunbar                       | Diego Mestanza                                |
| Blood+                           | Moses                                | Janagi Naoki                                  |
| Blue Gender                      | Rick Kilmer                          | ?                                             |
| Conan, a detektív                | Jamagaisi Eiicsi                     | ?                                             |
| D.Gray-man                       | Toma                                 | ?                                             |
| Fullmetal Alchemist              | Solf J. Kimblee                      | Ueda Judzsi                                   |
| Gógyi Felügyelő                  | Talon                                | Lyon Smith                                    |
| Inazuma Eleven                   | Jude Sharp (Kidó Júto)               | Josino Hirojuki                               |
| LoliRock                         | Carlos Miki                          | Yoann Bellot Sover Alexandre Nguyen           |
| Naruto                           | Kamizuki Izumo                       | Cuboi Tomohiro                                |
| Parkműsor                        | Recap Robot                          | Matthew Mercer                                |
| Rick és Morty                    | Fogas (3. évad)                      | ?                                             |
| Totál Dráma                      | Cody (2. hang) Tyler (2. hang) Shawn | Peter Oldring Zachary Bennett                 |
| Voltron: A legendás védelmező    | Takashi Shirogane (Shiro)            | Josh Keaton                                   |
| Transformers: Robots in Disguise | Fixit Toolbox                        | Mitchell Withfield                            |
| Slugterra                        | Junjie                               | Vincent Tong                                  |